# 사회과학
사회과학(社會科學, 영어: social science)은 인간과 인간 사이의 관계에서 일어나는 사회 현상과 인간의 사회적 행동을 탐구하는 과학의 한 분야이다.
사회과학은 자연과학의 발전에 영향을 받아 발전한 과학적 방법을 사용하여 사회 현상을 연구한다. 따라서 자연과학과 같이 사회과학 역시 경험적 지식체계를 구축하는 경험과학이라 할 수 있다. 그러나, 자연과학과 달리 사회과학은 인간 사이의 관계를 연구하기 때문에 가치관의 문제가 대두될 수 밖에 없다. 따라서 자연과학과 동일한 방법으로 사회 현상을 연구하여 규명하기에는 한계가 있다. 하지만 사회 현상에서도 독자적인 규칙성을 발견할 수 있기 때문에 사회과학은 이를 설명할 수 있다.
사회과학이 가치관의 문제에서 자유로울 수 없다는 점은 1970년대 이후 오랫동안 사회과학이 진정한 과학이 될 수 있는가에 대한 비판의 근거로 작용하였다. 사회과학자들은 자연과학 역시 정도의 차이는 있으나 일정부분에서 선입견과 편견의 영향을 받을 수 밖에 없다고 이를 반박하는 한편 사회과학의 엄정한 과학성을 증진시키기 위해 노력하였다. 사회과학이 진정한 과학이 되기 위해서는 최소한 사회 현상을 일반적으로 설명할 수 있고 이론에 대한 검증이 가능하며 사회 현상에 대한 객관적 입장과 함께 가치관에 대한 상대적인 상호 주관성을 인정하여야 하며 이론의 수정이 가능하여야 한다는 전제 조건을 만족하여야 한다.

## 분야
사회과학이 다루는 사회 현상은 사회 그 자체의 구성에서부터 사회에서 일어나는 경제, 정치, 문화적인 사건뿐만 아니라 사회의 구성원인 개인의 심리에 이르기까지 다양하다. 이들 가운데 대표적인 분야로는 다음과 같은 학문들이 있다.

### 인류학

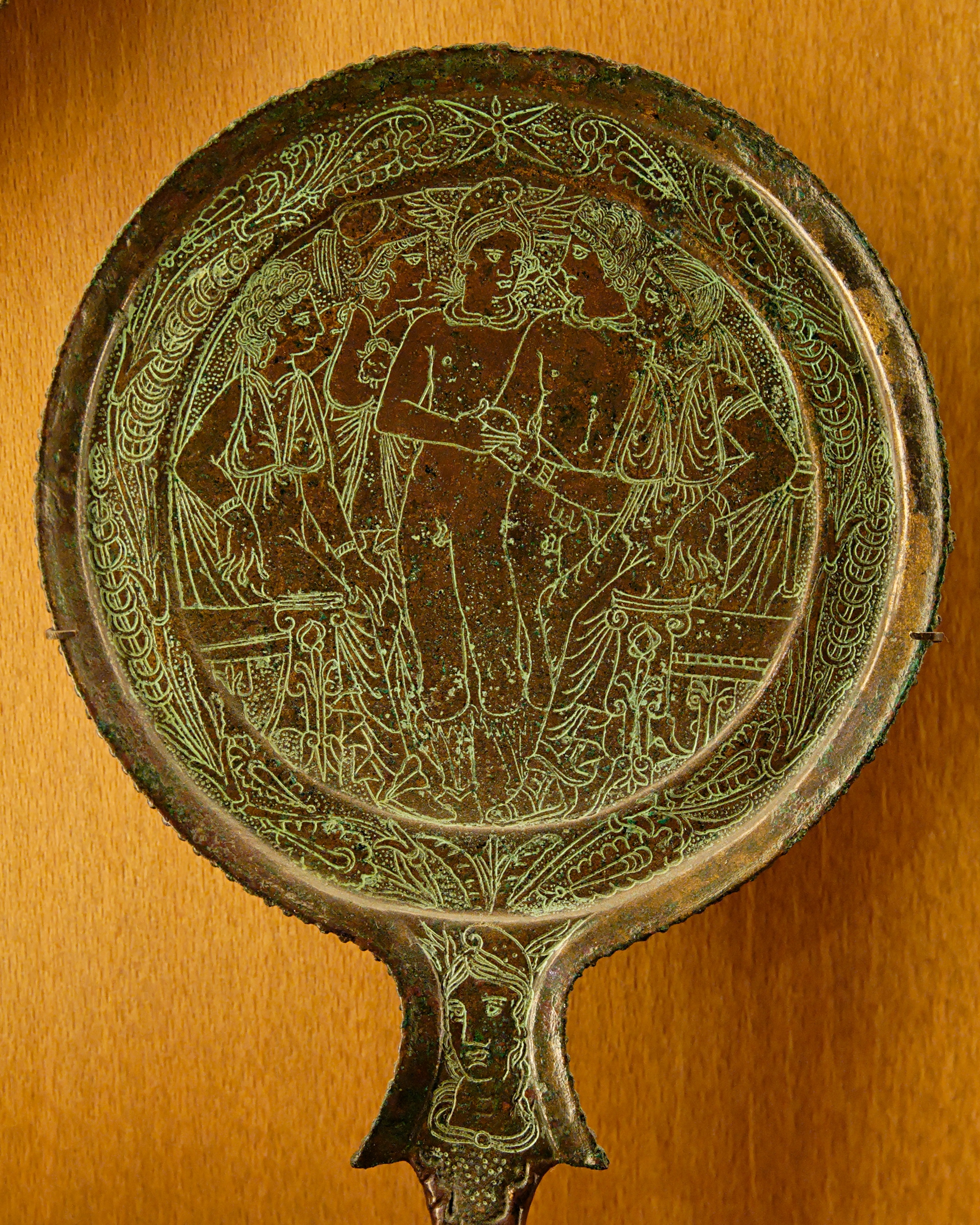
청동거울에 새겨진 트로이 신화.
신화와 전설은 문화인류학의 주요 관심사 가운데 하나이다.

인류학(人類學, 영어: anthropology)은 '그리스어 anthropos(인간)와 logos(학문, 지식)가 합쳐진 말'로 인간에 관한 모든 것을 연구하는 학문으로 정의할 수 있다.
인간은 생물학적 속성과 문화적 특징을 가진 존재로 인류학은 양 측면을 다 포괄하여 매우 광범위한 차원에서 인간을 연구한다. 따라서 연구의 대상과 범위가 매우 광범위하며 인간에 관한 모든 것을 연구하는 학문이다. 따라서 연구의 대상과 범위가 매우 광범위하다. 19세기 이후 학문으로서 체계화되었으며 미국과 유럽에서 서로 다른 관심을 갖고 발전되어 왔다. 오늘날 인류학은 보다 전문적인 여러 하위 학문으로 나뉘어 있다. 하위 학문으로는 형질인류학, 고고학, 문화인류학 등이 있다. 형질인류학의 연구분야로는 인간의 기원과 진화를 다루는 분야와 현대 인류의 다양성을 연구하는 분야가 있다. 고고학은 선사시대와 같은 오래된 인류의 유적 등을 연구하여 당시의 문화 등을 규명하는 것을 주요 연구분야로 삼고있다. 문화인류학은 오늘날 다양하게 존재하는 여러 문화들에 대해 총체적으로 연구하는 것이다. 여전히 석기를 사용하는 문화에서부터 현대 산업사회에 이르기까지 다양한 문화에 대해서 가족, 친족관계, 경제생활, 정치생활, 종교생활과 같은 여러 문화적 생활을 연구하여 해당 사회의 내적 규칙을 발견하고자 한다.

### 사회학

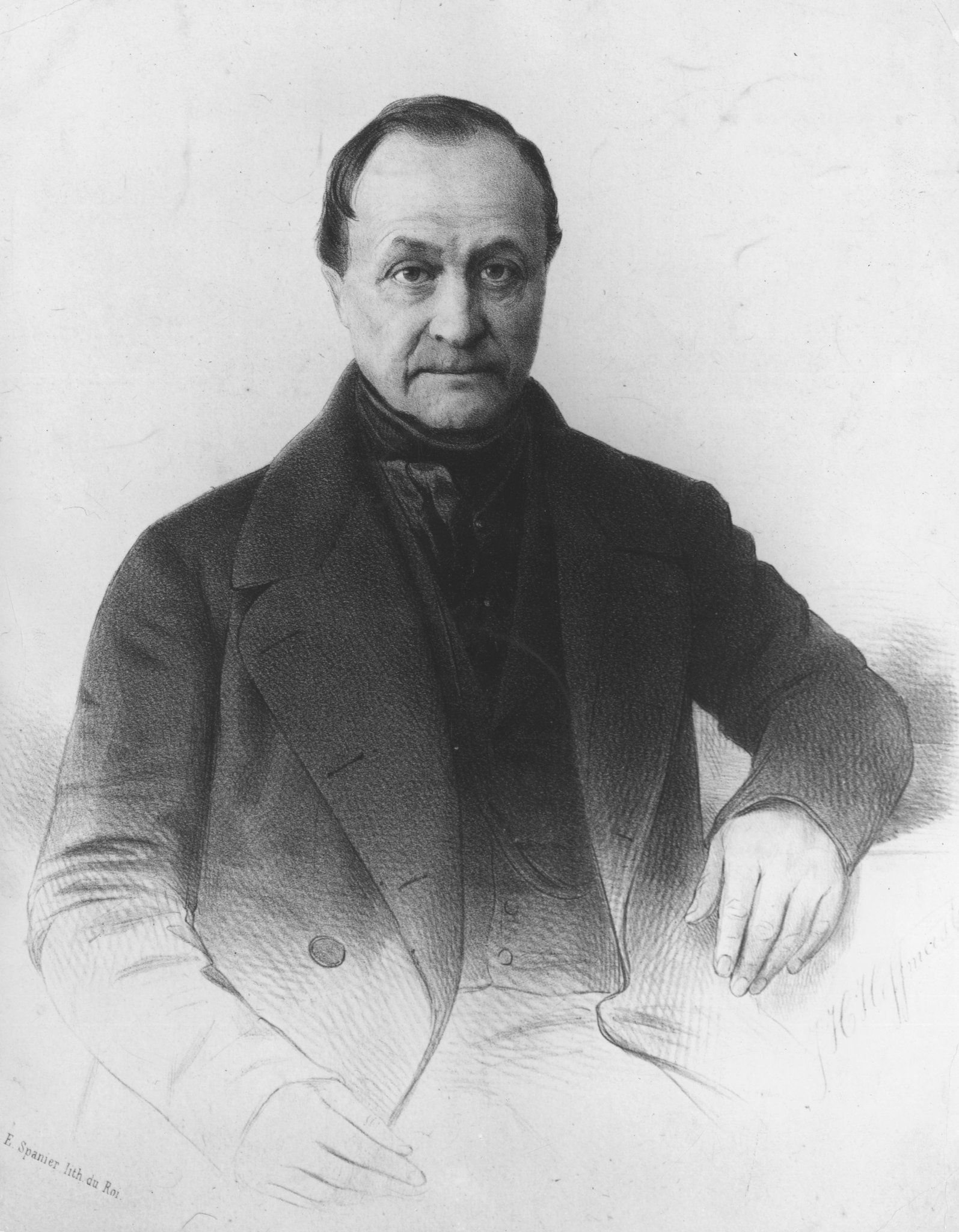
오귀스트 콩트는 초기 사회학 발전에 많은 영향을 주었다.

사회학(社會學, sociology)이란 인간 사회와 인간의 사회적 행위를 연구하는 학문이다. 사회학의 창시자로 알려진 프랑스의 대표적 지식인인 오귀스트 콩트(Isidore Auguste Marie François Xavier Comte)는 인간 사회도 자연세계처럼 자연과학적 방법과 동일하게 연구될 수 있다고 보고, 인간 사회를 과학적으로 탐구하는 새로운 과학의 필요성을 주장하면서 사회학을 ‘사회 질서와 진보의 법칙을 연구하는 학문’으로 명명하였다. [네이버 지식백과] 사회학 [Sociology] (학문명백과 : 사회과학, 은지용)
사회행동을 앞세워서 동적(動的) 의미를 강조하고 구조 속에 질서의 의의를 찾을 수 있는 양면성(兩面性)을 지닌 개념이다. 보다 보편적인 입장에서의 사회학은 사회제도 속에서의 사회의 집합과 집단, 제도와 조직 그리고 그 제도나 조직의 변화에 관한 원인과 결과를 탐구하는 것을 의미한다. [네이버 지식백과] 사회학 [社會學, sociology] (교육학용어사전, 1995. 6. 29., 서울대학교 교육연구소)
프랑스의 사회학자이자 교육학자로서 콩트의 후계자로 널리 알려진 에밀 뒤르켐(Émile Durkheim)은 자신의 저서 『사회학적 방법의 규칙들(The Rules of Sociological Method, 1895)』에서 사회학이 좀 더 체계적·객관적인 과학이 되기 위해서는 연구 대상을 ‘사회적 사실’(social fact)로 설정하여야 한다고 주장했다. 그가 사회학 연구 대상으로 설정한 사회적 사실이란 ‘고정된 것이든 그렇지 않은 것이든 개인에 대하여 외적 구속력을 행사하는 모든 형태의 행위 양식’을 가리킨다. 즉, 뒤르켐은 사회학을 ‘사회적 사실들의 발생 원인과 기능을 과학적 방법으로 연구하는 학문’으로 이해하였다.
(네이버 지식백과) 사회학 (Sociology) (학문명백과 : 사회과학, 은지용)
사회는 단순히 개인의 총합이라는 개체주의적 접근을 비판하고, 인간과 사회를 사변적으로만 이해하는 비과학적인 태도를 거부하며, 사회의 질서와 변동에 대하여 이론적 관심을 보인 것이 사회학의 지적 전통이었다. 우리 나라에 사회학이 들어온 것은 20세기 초였다. [네이버 지식백과] 사회학 [社會學] (한국민족문화대백과, 한국학중앙연구원)
사회학에서는 다양한 사회 연구 기법을 이용하여 경험적인 조사를 하고, 그 결과를 분석한다. 사회학은 이러한 의미에서 사회과학의 한 분야로서 다루어진다. 사회학의 목표는 인간 사회를 연구하여 미시적인 부분에서부터 거시적인 단계에 이르기까지 사회 구조를 이해하는 것이다.
사회학은 방법론이나 탐구 주제면에서 매우 광범위한 학문이다. 전통적으로 사회학은 양적 연구 방법을 통하여 계량적인 방법으로 계급과 같은 사회 계층, 사회 이동성, 종교, 세속화, 법률, 문화, 일탈, 근대성 등을 연구했다. 근래에 들어서 사회학의 연구 분야는 의학, 군사, 처벌과 같은 각종 사회 제도와 인터넷과 같은 새로운 사회 관계, 과학 지식과 같은 지식 체계에까지 확장되고 있다. 연구 분야가 광범위 한 만큼 연구의 기법 역시 다양하여 언어적 방법, 문화적 방법, 이해사회학, 철학적 방법 등이 사회학 연구에 사용되고 있다. 최근에는 에이전트 기반 모형이나 사회 네트워크의 분석을 위해 수학적 방법과 컴퓨터 연산 기법 등이 사용되고 있다.

### 경제학
경제학(經濟學)은 세상을 구하고 나라를 다스린다는 경세제민(經世濟民)의 준말로서, 인간의 생활 가운데 부(富) 또는 재화 및 용역의 생산·분배·소비 활동을 다루는 사회과학의 한 분야이다.
영어의 economics는 기원전 4세기 이전 크세노폰이 저술한 Oikonomikos에서 유래했다. Oikonomikos는 당시 가장의 덕목을 다룬 윤리학적 성격의 저술이었다. 그리스어에서 Oikos는 가정(家庭)을 뜻하며 여기에 관리한다는 nem- 또는 법이라는 nomos를 의미한다. Oikonomikos의 명사형인 Oikonomia는 ‘가정관리’라는 의미에서 기원전 3세기에는 폴리스 관리라는 의미로도 확장되었다.
(네이버 지식백과) 경제학 (經濟學, economics) (한경 경제용어사전)

논리학(論理學, logic) 및 도덕철학(道德哲學, moral philosophy) 교수인 애덤 스미스(Adam Smith)가 1776년에 펴낸 『국부론(The Wealth of Nations)』이 경제학을 사회과학(社會科學, social science)의 독립된 학문으로 출발하게 한 저서로 평가된다. 이로 인해 애덤 스미스는 경제학의 아버지라고 불리고 있다.
(네이버 지식백과) 경제학 (Economics) (학문명백과 : 사회과학, 김찬수)
경제학의 정의는 경제학의 계보(系譜)에 따라 달리할 수 있겠지만, 인간의 욕망을 충족시키기 위한 수단이 항상 제한되어 있다는 사실(자원의 희소성)에 직면하여, 그 제한된 수단을 가장 유효하게 활용하고자 선택을 하는 과정에서 인적 및 물적 자원이 어떻게 배분되고 소득이 어떻게 처리되는가를 관찰함으로써 이들에 관한 일반적인 법칙을 구명하며, 그 자원의 배분 과정에서 야기되는 경제적·사회적 문제를 적절히 해결할 수 있는 방법을 찾아내고자 하는 학문이라고 할 수 있다.
경제학에는 경제현상의 연구목적과 방법에 따라 실증경제학(實證經濟學:positive economics)과 규범경제학(規範經濟學:normative economics)의 두 가지 측면이 있다.
(네이버 지식백과) 경제학 (economics, 經濟學) (두산백과)

서구에서 경제학이 하나의 체계적인 독립과학으로 성립된 것은 1776년 스미스(Smith,A.)가 ≪국부론≫을 출간한 데에서 비롯된다. 이러한 서구의 경제학이 우리 나라에 처음으로 소개된 것은 개항기(1876년)에 이르러서였다.  (네이버 지식백과) 경제학 (經濟學) (한국민족문화대백과, 한국학중앙연구원)
당시에 집중적으로 경제학 저술이 소개된 까닭은 1883년에 설립된 동문관(同文館)과, 그 후신인 육영공원(育英公院)을 비롯한 각종 외국어학교에서 외국어교육뿐만 아니라, 국제법과 정치경제학을 전공과목으로 가르쳤기 때문이다.
그에 따라 1907년 전후에는 근대식 교육기관의 설립 및 외국유학생들의 귀국과 더불어 서구 경제학에 관한 교재 출판과 논설이 활기를 띠기 시작하였다. 때마침 국가존망의 위기를 당하여 경국제민(經國濟民)의 학문에 신지식의 갈망이 다른 어느 분야보다도 강했던 것은 당연한 일이었다.

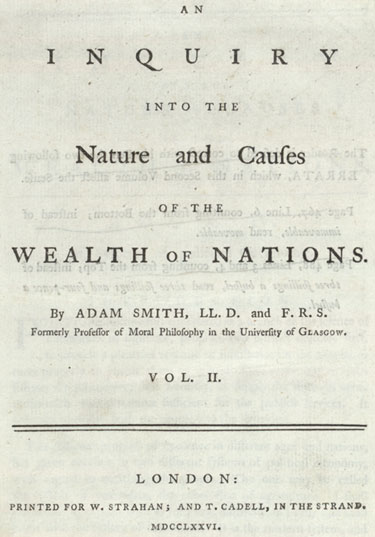
애덤 스미스의 《국부론》표지

경제학은 생산과 분배, 그리고 재화나 용역의 소비와 같은 경제 현상을 연구하는 사회과학이다. 경제학은 복잡한 경제 활동에서 특정한 규칙성을 발견하여 경제 현상의 원인과 결과를 탐구하고 예측하는 것을 목표로 한다. 이를 위해 경제학자들은 세계의 경제 상태, 개개인과 기업이 노동, 소비, 투자, 고용, 가격 등을 어떻게 결정하는 지를 연구한다. 또한 경기의 침체와 호황, 개인이나 국가간에 나타나는 부의 불균형과 같은 것들도 경제학의 주요 관심 분야이다.
경제학은 자원 등 경제적 가치가 있는 대상이 희소하고 이를 선택할 때에는 기회 비용이 발생한다는 것을 기본적인 전제로 한다. 경우에 따라서는 공기와 같은 것마저 공짜가 아니다. 개인, 기업, 국가와 같은 경제 주체들은 시장에 참여하여 재화와 용역의 수요와 공급을 창출하고, 이 과정에서 최대한 이익이 되는 방향으로 행동하려한다. 따라서 경제 활동은 각 경제 주체가 가장 합리적인 선택을 하려는 경향성을 보이게 되고 이때문에 일정한 규칙이 성립하게 된다. 경제학은 이러한 경제 활동의 규칙을 찾고 이를 바탕으로 미래의 경제를 예측한다. 경제학은 현재의 상황을 분석하여 그 원인과 결과를 규명하는 실증경제학과 가치 판단에 따라 경제 활동을 평가하는 규범경제학으로 나뉠 수 있다. 한편, 경제학은 시장에 참여한 경제 주체의 활동을 연구대상으로 하는 미시경제학과 국가 단위 규모의 경제 활동과 정책을 연구 대상으로 하는 거시경제학으로 구분되기도 한다.

### 정치학
정치학은 정치 체제나 정치 행위와 같은 정치 현상을 탐구하는 사회과학이다. 정치학은 서로 연관되어 있는 정치적 사건과 여러 조건들을 살피고 세계의 정치 방향을 연구하여 그 안에 있는 규칙성을 발견하고 개념화하는 작업이다. 정치학의 하위 분야로는 정치철학, 비교정치학, 국제정치학과 같은 것이 있다.

### 심리학

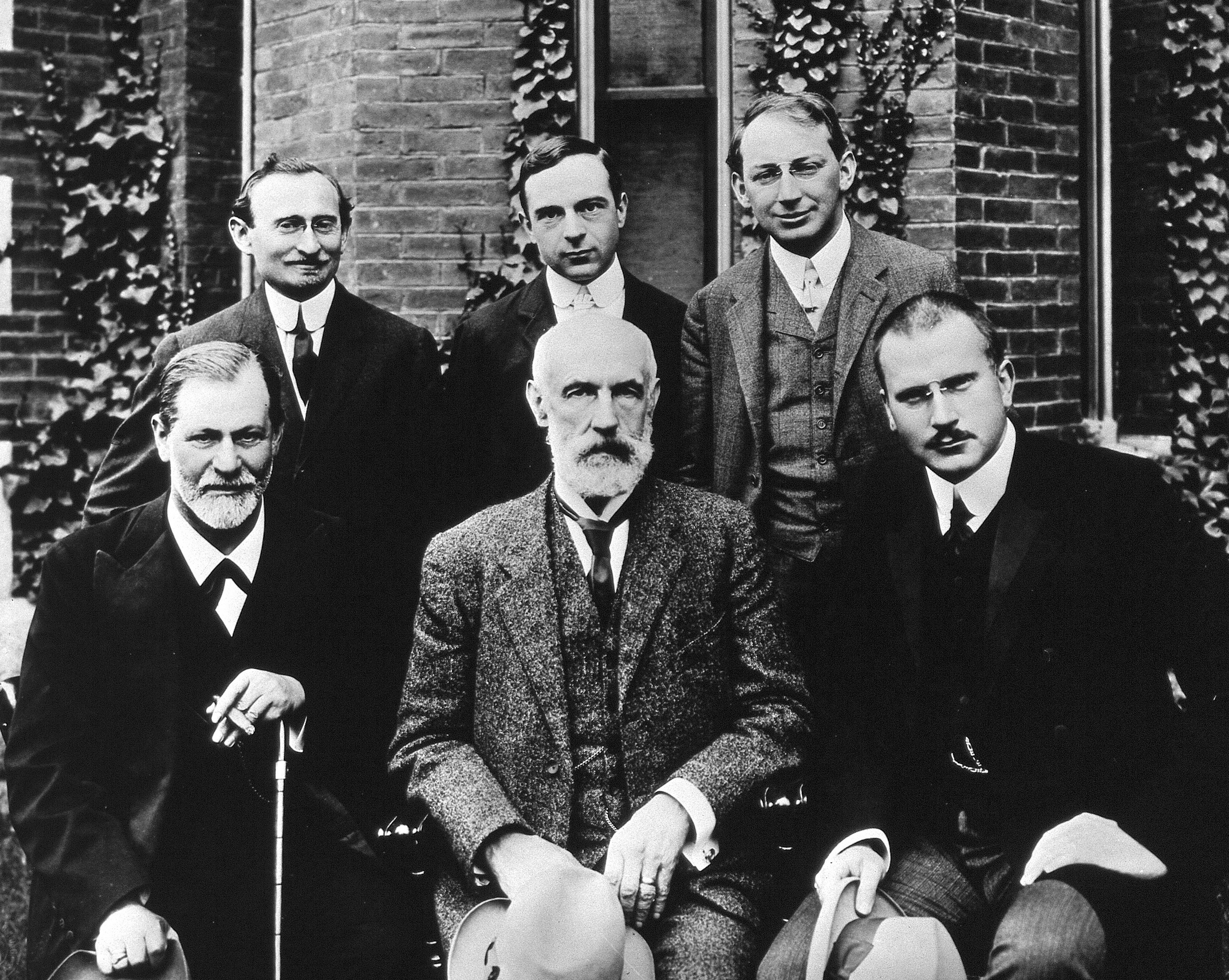
지그문트 프로이드와 함께한 정신분석학파 심리학자들

심리학은 인간의 마음과 행동을 과학적으로 연구하는 경험과학의 한 분야이다.
심리학(心理學, psychology)은 인간의 행동과 심리과정을 과학적으로 연구하는 경험과학의 한 분야를 뜻한다. 인간과 동물의 행동이나 정신과정에 대한 다양한 질문의 답을 찾는 과학 중의 하나가 바로 심리학이다. 심리학이라는 단어는 영혼이라는 뜻의 그리스어 psyche와 어떤 주제를 연구한다는 의미의 logos가 합쳐진 것으로, 초기에는 심리학을 ‘영혼에 대한 탐구’라고 하였다. 이것은 초기 심리학자들이 신학의 영향을 받은 것으로 볼 수 있다. 심리학의 정의는 그 연구주제와 함께 시간의 흐름에 따라 변하였다. 심리학이 과학으로 등장하게 된 19세기 후반이 되어서야 비로소 ‘정신과학’으로 인정받게 되었다. 하지만 여전히 역사적 맥락으로 인해 인문학으로 바라보는 경향이 강하다.
(네이버 지식백과) 심리학 (Psychology) (학문명백과 : 사회과학, 이종건)
심리학이 연구대상으로 삼는 ‘마음’이라는 것은 다의적(多義的)인 동시에 다차원적(多次元的)이기 때문에 이 마음의 어떤 측면, 어떤 차원을 대상으로 삼는가에 대해서는 시대적으로도 입장과 학파에 따라 차이가 있고, 각 학파나 시대에서 제기하는 정의라는 것 또한 꼭 같지는 않다.
(네이버 지식백과) 심리학 (心理學, psychology) (원불교대사전)

### 심리학의 역사
먼저 그리스의 과거의 주장을 상기하면, 이미 육체에서 독립하여 이데아의 세계에 존재하는 영혼을 고려한 플라톤, 육체를 소재로 하는 형상으로서의 영혼, 육체를 육체로 보고 활동시키는 원리로서의 영혼을 고려한 아리스토텔레스, 영혼도 포함해서 만물은 원자의 운동에 유래한다고 생각한 데모 크리토스나 에피쿠로스 등의 주장이 있었다. 플라톤의 영육 이원론은 중세의 그리스도교 사상을 지배하며, 근세에는 물질의 본질을 연장하고 정신의 본질을 사유한 데카르트의 물심이원론에 계승되었다. 또한 19세기에 시작된 근대 및 현대 심리학에서는 정신을 육체에서 독립해서 존재한다는 것은 생각할 수 없어도, 정신을 그 자체로서 독자적으로 연구하려는 사람들의 이론에 영향을 미치고 있다. 물론 심리학에서는 데모크리토스 = 에피쿠로스적인 원자론이나 유물론의 사상이 지배적이었는데, 그 중에서도 대별하면 다음과 같은 세 가지 입장이 있어서 견해는 통일되지 않는다. ①정신은 완전히 육체에 의존한다고 보며, 자각적이든 암묵 중이든 심리학은 생리학이 미발달한 상태에서만 필요한 일시적인 과학으로, 최종적으로는 생리학에 환원된다고 생각하는 입장. ②확실히 정신은 육체를 발판으로서 발생하고 육체에 규정되는데, 정신으로서 성립한 이상, 역으로 육체에 영향을 미친다고 생각하는 입장. ③육체없는 정신은 없지만, 정신없는 육체도 생각할 수 없으며, 육체를 움직이고 있는 것만이 정신이라고 생각하는 입장. 또는 정신과 의식을 동일시하는 입장이나 무의식을 생각하는 입장도 있으며, 정신을 연구하는 방법론에 이르러서는 그것을 불가능하다고 하는 입장도 있어서 다양하다.
근대에서 어느 정도 학문으로서의 심리학다운 것이 시작된 것은 영국의 경험론에 의거하는 로크, D. 흄 등의 연합심리학에서이다. 이 학파에 의하면 태어났을 때 인간은 백지로서, 경험에 의해서 관념을 획득하고 다양한 관념이 연합해서 정신이 형성된다(관념연합). 즉 정신은 경험에서 오는 관념이라는 요소의 오합지졸로서, 그 자체로서의 존재를 가지지 않는다. 이 요소주의적 정신관은 데모크리토스 = 에피쿠로스적 원자론의 계통을 잇고 있다. 연합심리학의 요소주의와 정신내용을 연구대상으로 하는 점은 1879년 세계에서 처음으로 심리학 실험실을 만든 W.M. 분트에 계승되었다. 분트에 의하면 직접 경험으로서의 감각, 의지, 감정 등의 요소를 내관법에 의해서 파악하고, 그들 요소가 구성된 것으로서 정신을 연구하는 것이 심리학이었다. 그러나 정신은 요소의 오합지졸이 아니라 요소를 종합하는 능동적인 통각작용을 가지고 있는데 분트의 방향을 더욱 발전시키고, 그가 취급하지 않았던 판단이나 사고 등의 고등한 정신작용도 내관법으로 연구한 것이 O. 킬페 등의 빌츠부르크 학파이다. 한편, 연합심리학의 경험주의와 요소주의를 충실히 계승한 것이 J.B. 윗슨의 행동주의 심리학이다. 단, 파블로프의 조건반사학의 영향을 받은 윗슨에서는 연합심리학에서의 관념이라는 요소가 자극(S) - 반응(R)이라는 요소로 치환되어 있으며, 내관법이 부정되어서 행동이라는 객관적인 관찰과 측정이 가능한 것만이 연구대상이 된 점이 다르다. 의식이라는 당사자밖에 모르는 주관적 현상은 객관과학으로서의 심리학의 대상이 될 수 없다는 것이 윗슨의 주장이었는데 여기에 마음이나 의식이 없는 심리학이라는 기묘한 것이 성립했다.
한편, 요소주의를 배격하고 정신을 전체로서 파악하려는 전통도 소멸한 것은 아니며, 여러 가지 이론의 복장하에 차례차례로 나타나서 현재에 이르고 있다. 라이프니치 단자의 사고방식의 영향을 받은 C. 볼프의 능력심리학도 그 중 하나로, 그에 의하면 정신은 여러 요소의 수동적 집합이 아니며, 여러 능력을 가진 단일한 능동적 실체였다. 감각, 상상, 기억, 오성, 감정, 의지 등은 정신의 능력으로서 설명되었다. F. 브렌타노의 작용심리학에서는 의식의 내용보다도 작용이 중시되었다. 그에 의하면 분트가 생각한 것 같은 요소는 의식의 내용을 이루고 있는데 지나지 않으며, 그 내용을 결정짓는 작용을 연구하는 것이 심리학이었다. 이 생각은 데카르트의 <나는 생각한다, 고로 존재한다>에서 출발해서 의식의 지향성(<의식은 항상 무엇인가에 대한 의식이다>)을 인간이해의 중심에 둔 사르트르에 계승되었는데, 심리학 그 자체 중에서는 힘을 가지지 않았다. W. 제임스의 기능주의 심리학도 유명한 <의식의 흐름>이라는 말에서 알 수 있듯이, 개개의 요소가 아니라 하나의 전체적 흐름으로서의 의식의 기능을 문제로 하였다. W. 맥두걸의 본능론 심리학도 정신의 능동성을 주장하는 학파의 하나로, 정신의 모든 활동의 추진력으로서 생득적인 본능을 고려했다. 그러나 행동주의 심리학과 가장 격렬하게 대립한 것은 M. 베르트하이머, W. 쾰러 등의 게슈탈트 심리학이었다. 그들은 전체는 부분의 총화 이상의 것이라고 주장하고, 동일 자극이 동일 반응을 일으킨다는 항상 가정에 반대해서 연합심리학 이후의 요소주의, 기계론을 부정했다. 특히 인식의 발달을 연구한 J. 피아제의 발생적 인식론도 문제시된 능력은 다르지만, 능력심리학의 전통에 위치한다고 생각되며, 정신을 전체로서 보는 점에서는 동일하였다. 정신의 전체성을 주장하는 이들 입장은 확실히 요소주의의 약점을 찌르는 그 비판에서 정확한데, 정신이 하나의 전체로서 어느 방향성을 가진다는 전제에 선다면 그 방향성은 어디에서 왔느냐는 문제에 직면한다. 플라톤의 이데아를 가지고 오는 것도 아니기 때문에, 볼프는 라이프니츠의 단자를, 사르트르는 데카르트의 고기토(cogito)를, 제임스는 생물학적 적응기능을, 맥두걸은 본능을, 쾰러는 심리적 게슈탈트의 배후에 있는 동형의 물리적 게슈탈트를, 피아제는 현대 서구의 성인의 지능형태를 도달점으로 하는 정향발달로서, 거기에 근거를 두었다. 그러면 아무래도 객관과학으로서의 심리학에서 벗어나게 된다. 이상 언급한 여러 가지 심리학 외에 이해심리학의 흐름이 있다. 이해심리학은 W. 딜타이에서 시작하는데 이해를 직접 경험의 직관적 파악에 그치지 않고, 정신구조의 이론에 뒷받침시킨 것이 S. 프로이트의 정신분석이다. 그의 이론은 신경증자의 마음을 취급해야 하는 개업의로서의 필요성에서 만들어진 이론으로, 아카데믹한 심리학과는 무관계한데, 하나의 심리학이론으로 보면 처음에는 자아본능과 성본능, 후에는 <생의 본능>과 <죽음의 본능>의 두 개의 기본적 본능의 표현으로서 정신현상을 설명하는 본능론 심리학이다. 그들의 기본적 본능의 대부분의 파생물의 이합집산을 고려하는 점에서 요소주의적이며, 자유연상법을 이용해서 정신을 찾는 점에서 연합심리학의 면도 있으며, 인격의 통합기능으로서의 자아를 중시하는 점에서 기능주의적이기도 하다. 그의 이론의 가장 중요한 점은 무의식을 가정한 점으로, 이로써 심리학의 연구대상이 되는 영역을 크게 확산하고, 문화, 종교, 예술 등 인간의 모든 영위를 문제로 삼게 되었다. 정신분석은 처음에 아카데믹한 심리학, 정신의학에서 비과학적이라고 무시되었는데, 오늘날에는 임상심리학, 정신의학에서 큰 세력이 되었다.
아카데믹한 심리학도 그후 다양하게 전개했다. 행동주의 입장에 선 사람도 자극(S)과 반응(R)의 연결만을 고려하는 것이 아니라, R.S. 우드워스, C.L. 헐, E.C. 톨먼처럼 그 사이에 생체(O)를 개재시켜, S-O-R의 도식으로 생각하기도 한다. 이 O의 요인에는 판단, 습관, 요구 등 여러 가지를 상정할 수 있는 것으로, 그렇게 생각하면 객관적 행동의 과학인 심리학 중에 일종의 주체를 가져오게 되었다. 이 입장은 새로운 행동주의라고 하는데, B.F. 스키너처럼 일체 그 종류의 요인을 상정하지 않는 사람도 있다. 행동주의 심리학은 과거에는 대학의 연구실 중에서 주로 쥐 등을 상대로 실험할 뿐이었는데, 최근에는 행동요법이라고 해서 심리요법 분야에 임하고 있다. 게슈탈트 심리학은 학파로서는 거의 세력을 잃었는데, 그 생각 자체는 K. 레빈의 <장의 이론>에 보이듯이 사회심리학에도 도입되어 있다.
(네이버 지식백과) 심리학 (psychology) (종교학대사전, 1998. 8. 20.)
심리학은 철학과 밀접한 관련이 있다. 철학은 심리학자의 관심대상과 가설의 정립 과정, 연구방법의 선택을 규제할 뿐만 아니라 이론을 해석하고 일반화하는데 중요한 영향을 미친다. 실증주의 철학과 행동주의 심리학, 기계론적 유물론과 생물학주의 심리학, 현상학과 현상학적 심리학은 밀접한 관계를 맺고 있다. 이 외에도 심리학은 물리학, 생물학, 생리학, 의학, 인류학 등 제반 학문과 밀접한 연관을 맺고 있다.
심리학은 연구 분야에 따라 생리심리학, 인지심리학, 발달심리학, 성격심리학, 사회심리학 등의 이론 분야와 임상심리학, 교육심리학, 산업심리학 등의 여러 가지 응용심리학 분야로 나뉜다.

### 지리학
인문지리학은 도시, 경제, 인구, 역사, 주거, 문화 등 인문 환경을 다루는 지리학의 한 분야이다. 지형, 기후, 식생 등 자연 환경을 다루는 자연지리학이 자연 과학으로 분류되는 것에 반해 사회과학의 한 분야로서 다루어 진다.
지리학(地理學, geography)은 인간이 사는 지표상의 지역적 성격을 밝히는 학문이다. 지리학을 이해하는 출발은 세상에 사는 사람들의 모습은 장소와 지역에 따라 다르고 이러한 차이를 땅과 연관 지어 생각하는 것이다. 자신의 정체성을 알 수 있는 가장 좋은 방법의 하나는 다양한 사람들과 만나고 서로의 문화나 언어, 역사, 종교 등에 대해 열린 마음으로 이해하는 것이다. 이처럼 지역의 정체성도 서로 다른 지역의 차이점과 특성을 진정으로 이해하는 데에서 출발하고 이것은 지역의 발전, 나아가서 국가 발전의 핵심이 되는 것이다. 따라서 지리학은 고대부터 지역, 장소의 정체성을 인간이 사는 땅을 중심으로 서로 간의 관계를 밝혀 오고 있다.
지리학이라는 영어 어원은 고대 그리스의 학자였던 에라토스테네스(Eratosthenes)에 의해 명명되었는데, ‘지구’라는 뜻의 ‘geo’와 ‘기술하다’의 뜻인 ‘graphy’가 결합한 것이다. 한자는 그 뜻에서 알 수 있듯이 지리학(地理學)은 땅(地)의 이치(理)를 밝히는 학(學)문이다. 한자 뜻에서 알 수 있듯이 지리학은 사람이 사는 모든 장소와 지역에서 나타나는 각종 자연적, 인문적 현상에 관심을 두고 그 현상이 나타나는 장소나 지역과의 이치를 탐구하는 학문이다. 이를 위해 지리학에서는 분포, 패턴, 과정, 관계 등과 같은 개념을 통해 자연과 인문 환경과 인간과의 관련성을 연구한다.
지리학은 다른 학문과 달리 자연과학(自然科學, natural science)과 인문사회과학의 개념을 모두 적용하는 융합을 기반으로 둔 학문이다. 지리학은 자연과학과 사회과학(社會科學, social science)의 특징을 모두 포함하고 있다. 자연과학에 기반을 둔 지리학을 자연지리학(自然地理學, physical geography), 사회과학에 기반을 둔 지리학은 인문지리학(人文地理學, human geography)이라고 한다.
(네이버 지식백과) 지리학 (Geography) (학문명백과 : 사회과학, 김영훈)

### 법학
법학은 법률을 연구 대상으로 하는 학문이다. 즉, 헌법, 민법, 상법, 형법과 같은 법률의 해석을 다루는 법해석학이라고 할 수 있다. 법학에서는 법의 개념을 정리하고 법률의 종류를 분류하며 법의 효력, 적용과 해석 등을 연구한다. 

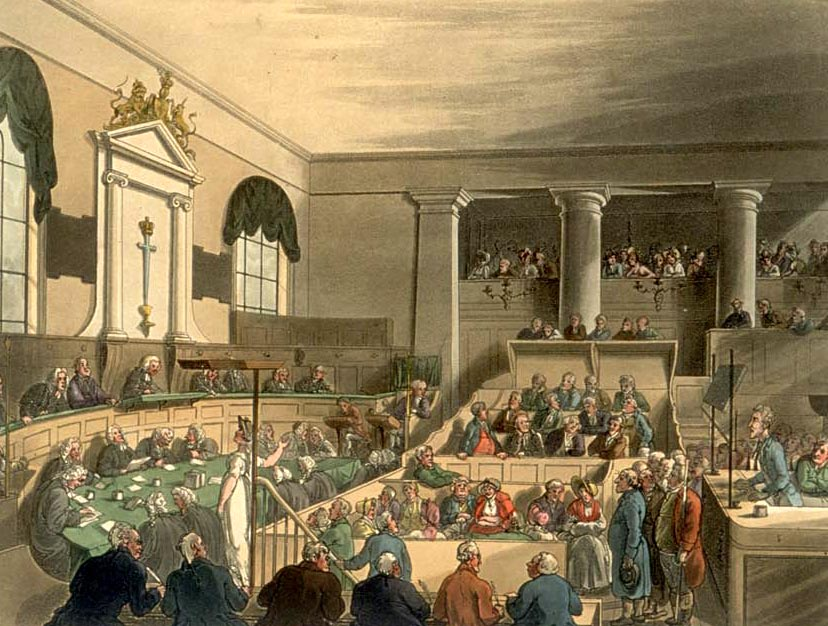
형사 법정에서의 재판, 런던의 런던중앙형사법원.

 일반적인 의미로, 법은 관습을 벗어나 강제할 수 있는 규칙(윤리 규칙과는 같지 않은)을 의미한다. 법에 대한 연구는 사회 과학과 인문과학 사이의 경계를 넘나들고, 그 목적과 효과를 연구하는 연구자의 시각에 의존한다. 법은 특히 국제 관계 맥락에서 항상 강제할 수 있는 것은 아니다. 그것은 국민들의 이해를 조정하기 위한 "권위" 로서, 정의를 구현하기 위한 하나의 "해석 개념" 으로서 그리고 동시에 "제재 위협으로써 지지되는 하나의 주권자의 명령" 인, 하나의 "규칙 체계" 로서 정의되어 왔다. 그러나 누구나 법에 대해 생각하는 것처럼, 법은 철저히 중앙 집중적인 사회 제도이다. 법 정책은 거의 모든 사회 과학과 인류애로부터 사고의 실천적인 선언을 반영하고 있다. 법은 정치학이다. 왜냐하면 정치인들이 법을 만들기 때문이다. 법은 철학이다, 왜냐하면 도덕적이고 윤리적인 신조들은 그것들의 생각을 구체화하기 때문이다. 법은 역사로 이야기되는 경우가 많은데, 그 이유는 성문법과 판례법, 그리고 성문화 과정이 시간 속에서 만들어지기 때문이다. 그리고 법은 경제학이다. 왜냐하면 계약, 불법 행위, 재산법, 노동법, 회사법 그리고 더 많은 것들에 대한 규칙은 부의 분배에서 가장 오래 지속되는 효과를 갖기 때문이다. 명사 law는 후기 고대 영어의 lagu로부터 유래했는데, 이는 "내려 놓거나 고정된 어떤 것"을 의미하고, 형용사 legal은 라틴어 단어 lex로부터 유래했다.

### 응용사회과학
사회과학의 이론을 현실에 적용시키는 응용 사회과학이 여러 분야에서 연구되고 있다.

#### 경영학
경영학은 기업의 경영을 위한 학문으로, 20세기 이후로 자본주의 및 기술 발달에 따른 산업 구조가 복잡해지고 수많은 기업들 사이에 경쟁이 치열해짐에 따라서 실제 회사 경영에 필요로 하는 지식의 체계화와 이의 전달을 위하여 경제학에서 실천적 이론 위주의 학문으로 독립한 학술 분야이다.

#### 행정학
행정학은 정부의 운영과 관리를 연구하는 정치학의 한 분야이다.

#### 문헌정보학
문헌정보학이란 전통적인 도서관학과 도서의 고증과 해석을 중심으로 하는 서지학, 기록물의 관리와 보존을 다루는 기록관리학, 그리고 정보학이 융합되어 탄생한 학문으로 문헌을 수집, 조직, 축적, 제공하는 도서관의 제 현상을 인식하고 그 원칙, 이론, 기술 등을 조직적이고 체계적으로 연구하여 인간의 정보이용과 관계되는 도서관 정보서비스의 방향을 결정하여 주는 이론을 연구하는 학문이다.
문헌정보학은 문헌을 그 대상으로 하며 문헌이란 형태와 종류에 상관없이 정보 매체에 기록된 정보를 총칭한다.

#### 고고학
고고학이란 과거 인류가 남긴 잔존물을 통해 과거 문화를 복원하고 그들의 생활상을 연구하는 학문이다. 과거의 인간들의 활동은 반드시 그 잔존물을 남기게 되는데 이것이 유적, 유구, 유물 등의 고고학적 자료이고, 이 물질적인 잔존물을 통해 고고학의 연구가 이루어진다.

## 역사

### 근대 이전

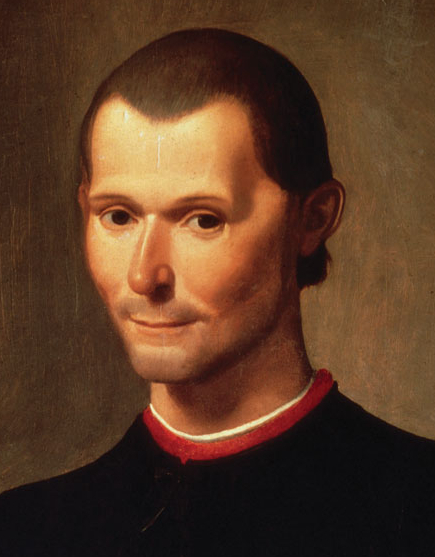
마키아벨리는 정치학의 출발에 영향을 주었다.

사회 현상에 대한 이론은 고대에서부터 있어왔으나 중세 이전까지 사회 현상은 철학, 종교, 윤리와 같은 사변적 학문에 의해 다루어져 왔다. 고대 그리스의 철학자 아리스토텔레스는 그의 저서 《정치학》을 통해 도덕에 입각한 정치를 역설하였다. 중국의 춘추 시대에는 수 많은 학자들이 다양한 이론을 저술하였다. 제자백가라 불리는 이들 가운데에는 묵자, 한비자, 공자와 같은 사람들이 널리 알려져 있다. 특히 공자의 견해는 훗날 논어로 정리되어 근래에 이르기까지 중국, 한국, 일본 등지에서 통치의 기본 이념으로 자리잡았던 유교의 바탕을 이루었다.
경제와 관련한 가장 오래된 문서는 고대 인도의 재상 차나키아가 저술한 아르타샤스트라로 알려져 있다. 고대 그리스의 플라톤이 저술한 《국가》에 등장하는 노동 계층의 특성에 관한 토론을 경제 사상으로 다루기도 한다.
마키아벨리는 정치를 윤리와 구분한 첫 번째 유럽인으로 꼽힌다. 그의 저서 군주론은 실제 유럽에서 일어나는 정치 상황에 대한 관찰을 바탕으로 정치 현상을 파악하려 한 점에서 근대 사회과학의 출발점으로 평가받고 있다.

### 근대 이후

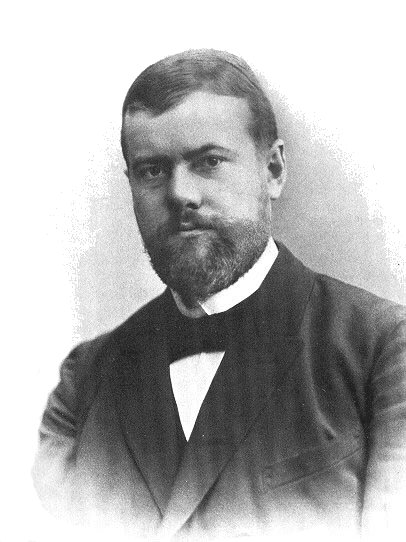
막스 베버는 현대 사회학에 많은 영향을 주었다.

17세기 자연주의와 경험주의에 영향을 받아 과학적 방법을 기반으로한 자연 과학이 발달하자 이에 영향을 받아 사회과학 역시 과학적 방법이 도입되었다.
18세기 이후 스미스 등을 중심으로 중상주의를 비판하면서 고전 경제학이 성립되었다.  고전 경제학에 의해 가치 이론, 수요 공급의 법칙과 같은 주요 경제학 개념이 정립되었다. 경우에 따라서는 마르크스의 경제 이론 역시 고전 경제학의 하나로 평가하기도 한다.
과학적 방법의 사용을 중시하는 움직임은 실증주의에 이르러 극대화되었다. 이들은 실험과 논증을 거쳐 증명된 것만을 참으로 받아들여야 한다고 생각하였다. 실증주의의 대표적인 학자로는 콩트, 뒤르켐 등이 있다. 한편, 베버는 그의 저서 《개신교 윤리와 자본주의 정신》을 비롯한 사회구조의 변화와 발전에 대한 독창적인 이론을 발표하였다. 뒷날 베버의 저서는 많은 비판에 직면하게 되었지만, 그의 연구 방법과 주장은 사회학의 형성에 큰 영향을 주었다.
20세기에 들어 실증주의가 편협한 단면만을 보여줄 뿐이라는 비판을 제기하며 구조주의에 입각한 사회과학의 연구가 대두되었다. 대표적인 학자로는 네오마르크스주의 진영과 깊은 관련이 있었던 알튀세르 등이 있다. 한편, 안토니오 그람시의 헤게모니 개념 역시 사회과학에 큰 영향을 주었다.
현대의 사회학은 다양한 분야로 나뉘어 있으며 페미니즘, 생태주의와 같은 다양한 이념의 영향을 받고 있다.

## 연구기법
사회과학은 연구하고자 하는 사회 현상에 대해 정의하고 변인을 분석하여 가설을 세우고 그에 따른 예측을 실험을 통해 검증한다. 통계는 사회과학의 가장 일반적인 연구 기법이다.
사회과학의 실험은 수립된 가설의 타당성을 검증하는 과정이다. 사회 현상은 다중적인 복잡한 요인들로 구성되기 때문에 실험하고자 하는 대상을 측정가능한 분명한 개념으로 정의할 필요가 있다. 이를 조작적 정의라 하는데, 이렇게 조작적으로 정의된 사회 현상의 개념을 변인이라고 한다. 사회과학은 사회 현상의 원인과 그에 따른 결과를 밝히고자 한다. 이 때 원인이 되는 변인을 독립 변인, 결과가 되는 변인을 종속 변인이라고 한다. 한편, 독립 변인이 직접적으로 종속 변인의 변화를 가져오는 것이 아니라 다른 변인들의 변화가 선행하여 발생한 결과가 종속 변인의 변화에 반영될 수 있다. 이렇게 독립 변인의 영향을 받아 종속 변인의 변화를 일으키는 변인을 가외 변인이라 한다.
사회과학의 실험은 그 결과가 가설에서 제시한 변인들에 의해 이루어졌는지를 확인하는 내적인 타당성 검토와 실험 결과가 실제 사회 현상을 적절하게 반영하는 가를 분석하는 외적인 타당성 검토에 의해 평가된다. 변인을 엄격히 통제하면 내적인 타당성이 올라가게 되지만 너무 엄격한 변인 통제는 실제 사회 현상과는 동떨어진 결과를 낳을 수도 있다.
통계는 사회과학에서 일반적으로 사용되는 실험 방법이다. 사회과학에서는 실험의 통제를 통하여 적절한 변인과 모집단을 선정한 후, 표본을 표집하여 연구가 제시하는 가설과 조사된 사회 현상의 상관성과 인과성을 검증한다. 반복된 실험을 통해 가설의 효력이 인정되면 법칙으로 인정되어 일반화 된다. 예를 들면 경제학의 한계효용 법칙과 같은 것이 있다.
사회과학 연구자들은 일반화된 법칙을 이용하여 미래의 상황을 예측한다. 경제에 대한 전망, 도시 계획, 가족 관계 변화에 대한 대응 등이 그것이다. 그러나, 현재의 수준에서 이러한 예측은 자주 빗나간다. 주류 경제학자들은 서브프라임 모기지 사태에 따른 세계금융위기의 도래를 예측하지 못하였다.
그러나 사회과학의 예측은 여전히 유용한 도구로 사용된다. 여러 가지 경제 지표들은 금융위기의 극복 과정에서 이른바 출구전략의 사용 여부를 가름하는 근거로서 거론된다.

## 같이 보기
- 사회
- 문화
- 경제
- 문화 상대주의
- 과학
- 인문학
- 표준사회과학모델
- 과학 석사
- 인문사회 석사
- 물리학 선망